# Literatura de cordel

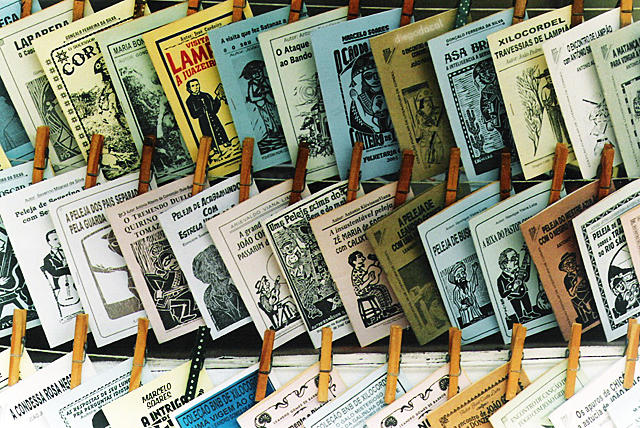
Literatura de cordel.

La literatura de cordel es un género popular hecho en verso y de origen tanto escrito como oral. Recibe tal nombre por haber sido distribuida en los llamados ‘pliegos de cordel’, cuadernillos impresos sin encuadernar y exhibidos para su venta en tendederos de cuerdas. Tuvieron su origen en la península ibérica, siendo exportados por los territorios de ultramar de España y Portugal, y arraigando de forma especial en Brasil. Narraban temas populares elementales, desde sucesos cotidianos a episodios históricos, legendarios o religiosos.

## Descripción
Los ‘pliegos de cordel’, hermanos de los romances y las coplas de ciegos, están escritos con tópicas rimas romanceadas y en muchas ocasiones ilustrados con xilografías. Las estrofas más comunes son de dos, seis o diez versos, que eran recitados o cantados por los vendedores en las plazas de las ferias, de villa en villa. Acompañados en ocasiones de instrumentos como la zanfona, el violín, la vihuela o pequeños acordeones, sus representantes solían ser mendigos invidentes.
El término parece que fue acuñado por Julio Caro Baroja en 1969 que se sintió atraído por el tema dado «el interés que había demostrado por él Pío Baroja, que formó una buena colección de pliegos de cordel y que escribió acerca de ellos algún artículo sugestivo.» Con todo, su estudio ha sido desarrollado en España por antropólogos como Pilar García de Diego ("Catálogo de Pliegos de cordel") y Joaquín Díaz González así como por historiadores como Antonio Rodríguez-Moñino. En cuanto a la extensión, Moñino propone «de una a treinta y dos planas», es decir, cuadernillos de ocho, dieciséis o treinta y dos páginas; por su parte, García de Enterría da de una a dieciséis hojas.

## Historia

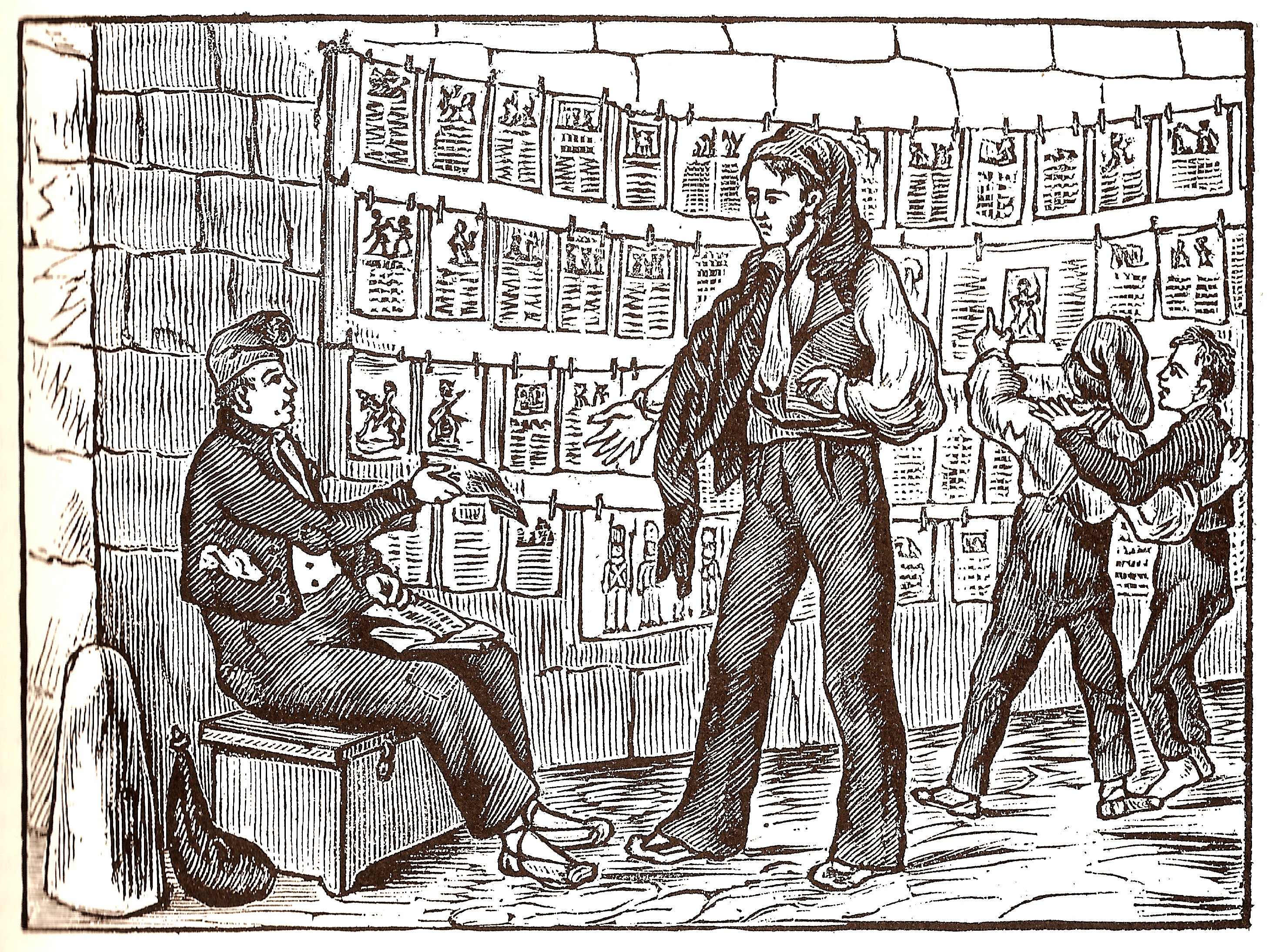
Las hojas impresas se mostraban sujetas por pinzas en cordeles para que el comprador pudiera elegir. Tienda de "romanços" junto al convento de San Agustín (Barrio de la Ribera, Barcelona) según el grabado en un sainete publicado en 1850.

En el ámbito histórico de la lírica cancioneril y del Romancero del Prerrenacimiento, así como de la lírica germanesca y las narraciones de aventuras, la literatura de cordel en concreto tuvo su origen en el romancero luso-español, como se percibe en la obra del renacentista Gil Vicente, extendiéndose luego a las piezas cortas del teatro del Siglo de Oro. El término «cordel» está ligado a la forma de comercialización de los «folhetos» (folletos) en Portugal y Galicia, donde los pliegos de romances eran colgados en cuerdas. El comercio marítimo de España y Portugal con sus colonias, llevaría el género a lo largo del Mediterráneo (se hizo muy popular en los reinos de Nápoles y Sicilia) y cruzando el océano Atlántico hasta Iberoamérica, donde tuvo cierta expansión en países como Chile, México y, ya en el siglo xix, Brasil (donde ha sido típico ver los pliegos de cordel colgados en los balcones, en ristras horizontales). 
En su conjunto, la historia de la literatura de cordel podría quedar definida en este párrafo escrito por Miguel de Unamuno:

Aquellos pliegos encerraban la flor de la fantasía popular y de la historia; los había de historia sagrada, de cuentos orientales, de epopeyas medievales del ciclo carolingio, de libros de caballerías, (...) de hazañas de bandidos, y de la guerra civil de los siete años. Eran el sedimento poética de los siglos, que después de haber nutrido los cantos y relatos que han consolado de la vida a tantas generaciones, rodando de boda en oído y de oído en boca, contados al amor de la lumbre, viven, por ministerio de los ciegos callejeros, en la fantasía, siempre verde, del pueblo.
Unamuno

## Romances de ciego y pliegos de cordel
Algunos estudios recientes sitúan el auge de la literatura de cordel en la península ibérica entre los siglos xv y xvi, aunque coinciden con los estudios clásicos de Caro Baroja o Rodríguez-Moñino en que coplas, romances y poemas se difundieron «de forma escrita, aunque no necesariamente impresa», mucho antes, por cantores y recitadores ambulantes. Esos mismos autores apuntan la dificultad de ajustar su cronología en el territorio español, al barajarse términos diferentes (“coplas de ciego”, “pliego de cordel” y, con menos frecuencia “Literatura de Cordel”). En cuanto a los difusores del género, Caro Baroja hace observar que «en sociedades muy variadas, a causa de la falta de visión, concentran todo su ser en la expresión verbal o musical. El ciego es el representante del Verbo, de la voz». En este mismo aspecto, Rodríguez Moñino insiste en el sentido artístico de los poetas ciegos del siglo xvi, como Cristóbal Bravo, y su relación con la "edad de oro"  de la literatura de cordel.
En cuanto al contenido, Joaquín Marco diferencia «dos grandes bloques dentro del mundo de los pliegos poéticos», el de pliegos "literarios" (romances de cautivos, novelescos, canciones amorosas, milagros, etc.), y el de pliegos "históricos" (relaciones, crímenes, de carácter político, etc.).

### Expansión de la literatura de cordel
Algunos estudios encuentran coincidencias entre los pliegos de cordel y otros subgéneros literarios como, en la cultura francesa por ejemplo, la llamada «Bibliothèque bleue» o la «Littérature de colportage» («colporteur» es el ciego o divulgador de pliegos sueltos). Así mismo pueden considerarse hermanos de género los Chapbook en lengua ingleses, los Volksbuch germanos, e incluso la llamada “lira popular” chilena del xix. En este mismo ámbito de expansión iberoamericana de la literatura de cordel, Ivan Cavalcanti anota los «corridos» en Argentina, Nicaragua, Perú y México, así como los «contrapunteos» de los «payadores» en el Cono Sur de América. Otros autores especulan con la influencia de los Tercios españoles en sus campañas en Europa como posibles difusores de los pliegos de cordel.

### En Brasil
Parece comprobado que en tanto en España los poetas de tradición culta no fueron partidarios de la divulgación de sus poemas en pliegos sueltos, sin embargo en Portugal fue el medio tradicional e incluso preferido por vates como Gil Vicente, Baltasar Dias, o Nicolás y Antonio José da Silva. Y así queda referido que los «folhetos» de estos y otros autores se vendían en los tenderetes de las escaleras del Hospital de Todos los Santos de Lisboa y, aun después, en el Arsenal y en la arcada Norte del Terreiro do Paço. Asimismo, en el Cancionero General publicado en 1516 y 1517, que recopiló García de Resende recogiendo la obra de 280 autores, aparece ya una clara influencia de la literatura de cordel en la poesía culta y viceversa. Herencia de todo ello en el proceso de expansión colonial, la literatura ambulante y de cordel en Brasil siguió la misma pauta que en Portugal, como resaltaba ya en 1888 un estudio de Silvio Romero; en su opinión, mientras la desaparición del género en el ámbito lusitano peninsular «se debió a la divulgación de los periódicos en la vida diaria», no sucedió lo mismo en Brasil, donde los «folhetos» más populares se seguían vendiendo en las librerías callejeras de su época.
La literatura de cordel brasileña se desarrolló especialmente en la Región Nordeste, en los estados de Pernambuco, Paraíba y Ceará, de donde se exportaban y comercializaban en otros estados. La temática, tremebundista y popular, llegaba a recoger noticias reales como ocurrió con el suicidio del presidente de Brasil, Getúlio Vargas. Entre los últimos clásicos de la literatura de cordel brasileña puede mencionarse a Leandro Gomes de Barros (1865-1918) y a João Martins de Athayde (1880-1959). En 1988 se fundó en Río de Janeiro la Academia Brasileira de Literatura de Cordel. 

#### Métrica portuguesa
En la literatura de cordel portuguesa las estrofas más utilizadas son la «quadra» o «quadritíha» (cuatro versos heptasílabos con rima en los pares); la «sextilha» (seis versos y similar estructura); la «séptima» (siguiendo el esquema [-,a,-,a,b,b,a]; y el popular «Martelo agalopado», compuesto con décimas de heptasílabos o decasílabos.